# Maurice Kottelat
Maurice Kottelat (n. 1957, Delémont Suiza) es un ictiólogo suizo.
En 1976, ingresó en la Universidad de Neuchátel donde obtuvo su diploma en 1987. En 1980, realizó viajes científicos a Tailandia para trabajos de campo con especies de peces de agua dulce del Sudeste Asiático e Indonesia. En 1997, escribió una importante revisión sobre el género Coregonus, incluyendo las especies de peces del lago Ginebra, lago Constanza y otros lagos de Suiza. Con el Dr. Tan Heok Hui, curador del Museo Raffles de Estudios de Biodiversidad, de Singapur, trabajando en Sumatra, donde descubrieron a Paedocypris progenetica, considerado el pez más pequeño del mundo. En general, ha descrito más de 440 especies de pez.
El 4 de noviembre de 2006, obtuvo el doctorado honorario durante una celebración Dies academicus en la Universidad de Neuchâtel.

## Algunas publicaciones
- 1990 maurice Kottelat. Indochinese Nemacheilines, a revision of nemacheiline loaches (Pisces: Cypriniformes) of Thailand, Burma, Laos, Cambodia and southern Viet Nam. 180 text-figures. 8.º, pp. 262[7]

- 1996 ---------------------------. Freshwater Biodiversity in Asia: With Special Reference to Fish[8] Edición ilustrada de World Bank Publ. 59 pp. ISBN 0-8213-3808-0 en línea

- 1996 ---------------------------, tony Whitten, sri nurani Kartikasari, soetikno Wirjoatmodjo. Ikan Air Tawar Indonesia Bagian Barat Dan Sulawesi. Editor Periplus, 293 pp. ISBN 962-593-148-1

- 1997 ---------------------------. European Freshwater fishes. An heuristic checklist of the freshwater fishes of Europe (exclusive of former USSR), with an introduction for non-systematists and comments on nomenclature and conservation. Biologia (Bratislava) Sect. Zool. 52 (Suppl.): 271 pp[7]

- 1997---------------------------. Freshwater Fishes of Western Indonesia and Sulawesi[8]

- 1998---------------------------. Fishes of Brazil - An Aid to the Study of Spix and Agassiz's (1829-31) Selecta Genera et Species Piscium Brasiliensium Including an English Translation of the Entire Text by V.L. Wirasinha and Reproduction of all Illustrations[7]

- 2001 ---------------------------. Fishes of Laos[7] Ed. WHT Publ. 198 pp. ISBN 955-9114-25-5

- 2001 ---------------------------. Freshwater fishes of Northern Vietnam: A preliminary check-list of the fishes known or expected to occur in Northern Vietnam: with comments on systematics and nomenclature[7]

- 2003 ---------------------------. Descriptive Osteology of the Family Chaudhuriidae (Teleostei, Synbranchiformes, Mastacembeloidei), with a Discussion of Its Relationships. Am. Museum novitates 3418.

Editor	Museo Americano de Historia Natural, 62 pp.
- 2004 ---------------------------. Botia kubotai, a New Species of Loach (Teleostei:Cobitidae) from the Ataran River Basin (Myanmar), with Comments on Botiine Nomenclature and Diagnosis of a New Genus. Editor Magnolia Press, 18 pp.

- 2007 ---------------------------, jörg Freyhof. Handbook of European Freshwater Fishes Publicado por sus autores. ISBN 978-2-8399-0298-4[9]

## Honores
- expresidente de la Sociedad Ictiológica Europea.[1]